# Marienkapelle (Geratsried)

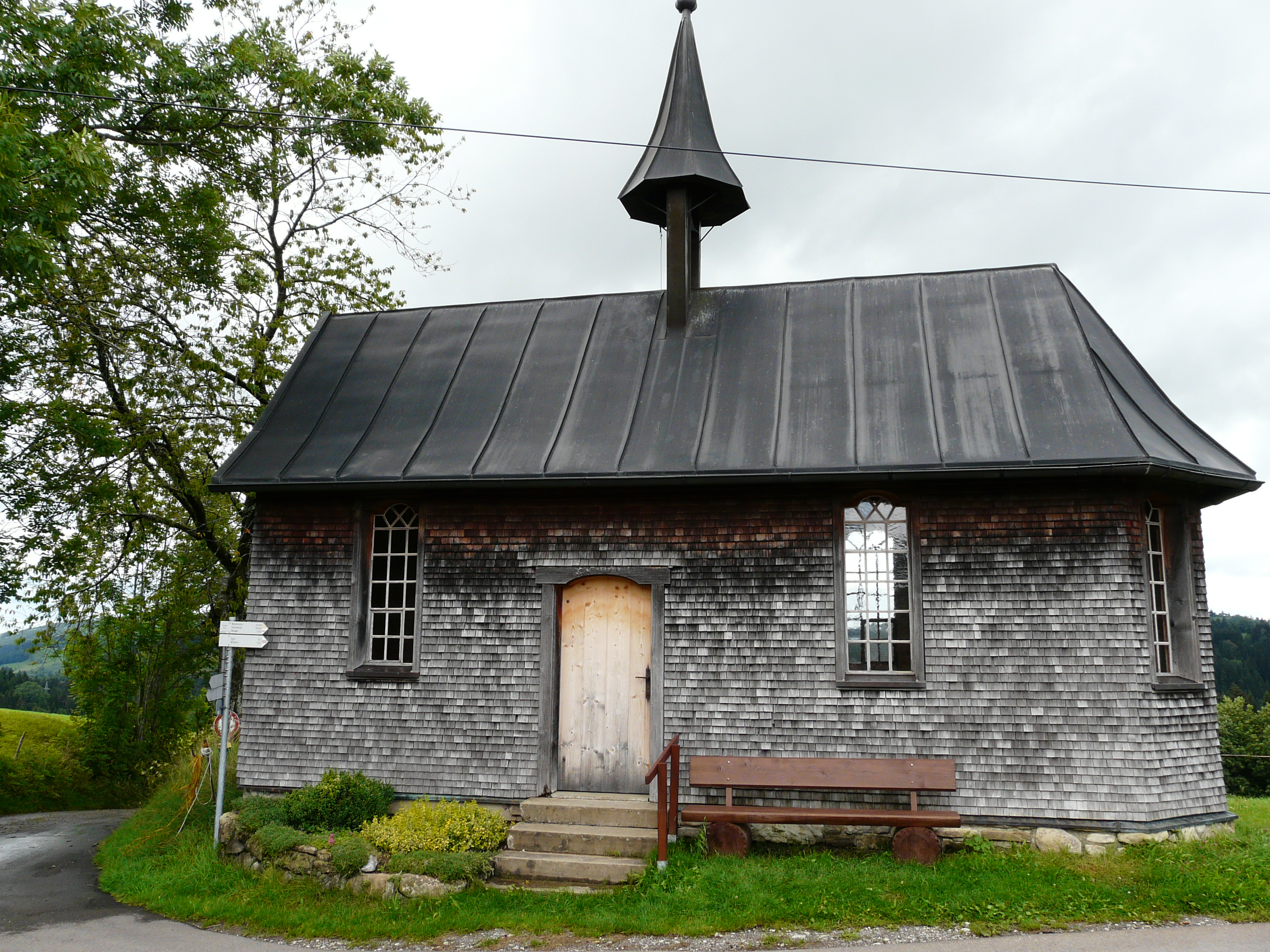
Marienkapelle in Geratsried

Die römisch-katholische  Marienkapelle steht in Geratsried, einem Gemeindeteil von Missen-Wilhams im schwäbischen Landkreis Oberallgäu von Bayern. Die denkmalgeschützte Kapelle ist  in der Liste der Baudenkmäler in Missen-Wilhams unter der Nr. D-7-80-127-10 eingetragen. Die Kapelle gehört zum Bistum Augsburg.

## Beschreibung
Die Kapelle wurde im 17./18. Jahrhundert errichtet und 1937 nach Westen verlängert. Sie besteht aus einem mit Schindeln verkleideten Langhaus in Ständerbauweise, das im Osten dreiseitig geschlossen ist. Aus dem Dach erhebt sich ein offener Dachreiter, in dem eine kleine Glocke hängt. Zur Kirchenausstattung gehört ein Altar, der seitlich von Statuen der Elisabeth von Thüringen und der Agatha von Catania flankiert wird. Auf dem Altarretabel ist Maria zwischen dem heiligen Sebastian und Wolfgang von Regensburg abgebildet. Auf der Rückwand des Schreins befinden sich zwei Tafelbilder, auf denen der Erzengel Michael und Leonhard von Limoges zu sehen sind.